# Bopindolol
Bopindolol es el nombre genérico de un medicamento que actúa como antagonista de los receptores beta-adrenérgicos no selectivo, indicado en el tratamiento de la hipertensión arterial. El bopindolol también es efectivo para el tratamiento de la angina de pecho. Químicamente el bopindolol es un éster que actúa como la prodroga del beta-bloqueante pindolol.